# Municipio de Greenup
El municipio de Greenup (en inglés: Greenup Township) es un municipio ubicado en el condado de Cumberland en el estado estadounidense de Illinois. En el año 2010 tenía una población de 2413 habitantes y una densidad poblacional de 19,63 personas por km².

## Geografía
El municipio de Greenup se encuentra ubicado en las coordenadas 39°13′46″N 88°8′47″O / 39.22944, -88.14639. Según la Oficina del Censo de los Estados Unidos, el municipio tiene una superficie total de 122.94 km², de la cual 122,86 km² corresponden a tierra firme y (0,07 %) 0,08 km² es agua.

## Demografía
Según el censo de 2010, había 2413 personas residiendo en el municipio de Greenup. La densidad de población era de 19,63 hab./km². De los 2413 habitantes, el municipio de Greenup estaba compuesto por el 99,13 % blancos, el 0,17 % eran afroamericanos, el 0,29 % eran amerindios, el 0,21 % eran asiáticos, el 0,08 % eran de otras razas y el 0,12 % eran de una mezcla de razas. Del total de la población el 0,33 % eran hispanos o latinos de cualquier raza.